# Ječmínek

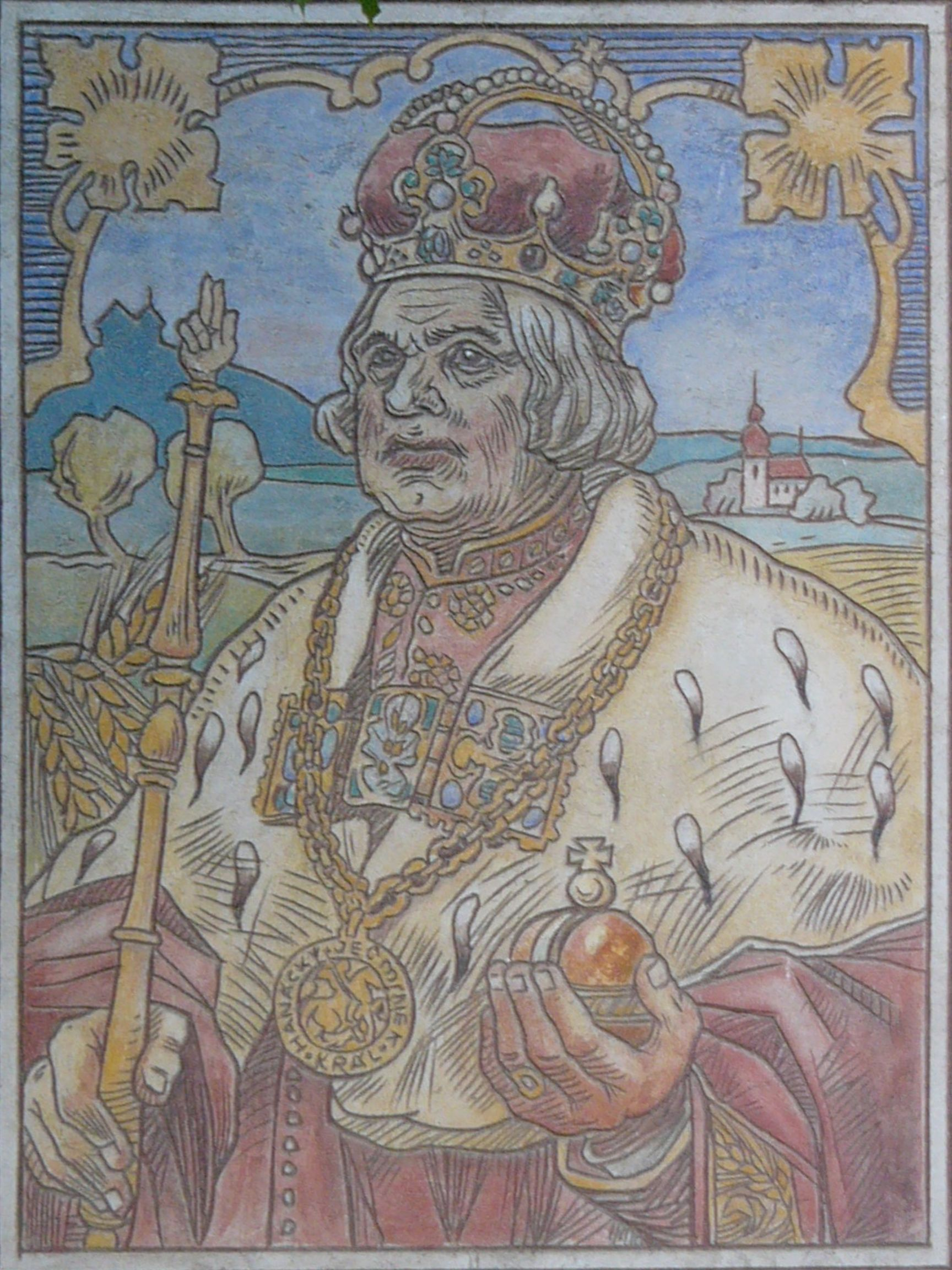
Král Ječmínek – pseudorenesanční sgrafito z roku 1900–1901 na vnější zdi prostějovského zámku

Král Ječmínek je podle pověsti moravský král. Svůj domov měl v Chropyni a je ochráncem Moravy.

## Znění pověsti
Král Ječmínek se podle pověsti narodil v ječmeni, když se jeho matka snažila prchnout před vojáky svého zhýralého manžela, moravského knížete z Chropyně, jenž ji chtěl v náhlém záchvatu hněvu nechat popravit. Na útěku se ukryla v lánu ječmene a zmizela tak vojákům z očí. Později ji tam našly ženy ze vsi a vedle ní leželo děťátko, které se jí tam narodilo. Vzaly je tedy oba s sebou do vsi a podle místa, kde se narodil, pojmenovaly chlapce Ječmínek. Když se král o tom dozvěděl, stále ještě rozezlený, dal ženu i dítě odvést ze vsi na odlehlé místo, daleko od domova.
Jak plynul čas, počaly jej trápit výčitky svědomí. Neměl už nikde stání, ani jeho bujaré oslavy už ho nedokázaly rozveselit, a tak se rozhodl, že povolá svou ženu a syna zpět. Když však poslové přišli na místo, kam je dříve dal odvést, bylo prázdné a nikdo nedokázal poradit kde jsou, nikdo je nikde neviděl. Když se to král dozvěděl, vsedl na koně a se svou družinou se je vydal hledat. Projeli tak celou Moravu, nevynechali žádnou vesničku, žádnou jeskyni, žádný hájek, ale svou ženu se synem pán přesto nikde nenašel. Až jednou zahlédl u černé jeskyně starého poustevníka. Zeptal se jej, zdali mu neporadí, kde by našel svoji paní a syna. Poustevník se však proti němu postavil a pravil: „Pro své hříchy a viny nejsi hoden své ušlechtilé manželky a svého syna. Ten napraví, co jsi pokazil. Jako ty jsi zkázou moravské země, bude on jejím požehnáním a spásou. Ty ho nenajdeš a neuvidíš. Zjeví se a přijde, až země moravská na tom bude nejhůře.“
Poustevníkova věštba o synu chropyňského pána se roznesla Moravou a lid nepřestal čekat na krále Ječmínka. Nejdříve jej čekali ihned po králově smrti a doufali, že se snad každou chvíli objeví. Král Ječmínek ale nepřicházel. Přešla léta, potom staletí a pověst o králi Ječmínkovi stále neutuchala.